# Bresse (região histórica)
A Bresse (Brèsse em franco-provençal) é uma região da antiga província francesa situada nas regiões Rhône-Alpes, Borgonha e Franche-Comté.
Sua capital histórica é a cidade de Bourg-en-Bresse.
A Bresse é uma das quatro regiões do departamento de l'Ain. As outras são:  o Bugey, a Dombes e o País de Gex